# Ctenocompa charadrias
Ctenocompa charadrias är en fjärilsart som beskrevs av Edward Meyrick 1907. Ctenocompa charadrias ingår i släktet Ctenocompa och familjen säckspinnare. Inga underarter finns listade i Catalogue of Life.